# 617 Patroclus
617 Patroclus è un asteroide troiano di Giove del campo troiano.  Scoperto nel 1906, presenta un'orbita caratterizzata da un semiasse maggiore pari a 5,2158349 au e da un'eccentricità di 0,1384320, inclinata di 22,04831° rispetto all'eclittica.
Nel 2001 venne scoperta la natura binaria dell'asteroide, con l'individuazione di un suo satellite poco più piccolo, successivamente denominato Menoetius.Il satellite, di dimensioni di 98±10 km, orbita a 680±20 km in 4,283±0,004 giorni.
L'asteroide è dedicato a Patroclo, personaggio della mitologia greca, amico di Achille. Questo è stato il primo asteroide troiano binario ad essere scoperto, prima ancora che venisse definita la divisione degli asteroidi troiani di Giove in campo greco, situato nel punto lagrangiano L4 e campo troiano, situato nel punto L5. Per questa ragione Patroclo, insieme con 624 Hektor, è l'unico di questi a trovarsi nel campo "sbagliato": esso è infatti compreso nel campo troiano, pur essendo il suo nome dedicato ad un eroe greco. Il satellite è dedicato all'argonauta Menezio, padre di Patroclo. 

## Missione Lucy
L'asteroide è uno degli otto che la missione spaziale Lucy partita nel 2021 sorvolerà per studiarne la geologia di superficie, albedo, la forma, la distribuzione spaziale dei crateri ed altri parametri, oltre alla composizione dei materiali di superficie e la composizione del sottosuolo. Patroclus sarà raggiunto nel marzo 2033.